# سد مانگله
سد مانگله (به انگلیسی: Mangla Dam) یک سد و نیروگاه برقابی در پاکستان است که در کشمیر آزاد واقع شده‌است.